# Nous irons tous au paradis
Ne doit pas être confondu avec On ira tous au paradis ou Nous irons tous au paradis (roman).
Série
Un éléphant ça trompe énormément
(1976)
Pour plus de détails, voir Fiche technique et Distribution.
Nous irons tous au paradis est un film français, réalisé par Yves Robert et Jean-Loup Dabadie, sorti en 1977.
Ce film réunit les mêmes personnages que le film Un éléphant ça trompe énormément, sorti l'année précédente, sans en être une suite à proprement parler. Selon Danièle Delorme, qui joue dans les deux films, et était l'épouse du réalisateur Yves Robert, « on peut dire que c’est un autre morceau de la vie des mêmes personnages. ». Étienne a par exemple changé d’employeur et de profession, et la vie professionnelle des trois autres apparaît plus clairement. Josy, le personnage joué par Josiane Balasko, est le seul qui parle de ce qui s’est passé dans le film précédent, et dans le seul souci d’effacer les éventuelles traces (photos ou lettres ) laissées par Lucien, son jeune compagnon.
À l'exception d'Anny Duperey et de Martine Sarcey, on retrouve les principaux comédiens déjà présents dans le premier opus. L'histoire est d'ailleurs en partie le versant opposé du premier film, où Étienne est pris d’une envie de tromper Marthe, avec une femme croisée dans un parking dès la première scène. Cette fois-ci, Étienne soupçonne Marthe de le tromper. Si le premier volet était une comédie pure, ce deuxième film comporte quelques moments plus dramatiques.

## Synopsis
Ayant découvert fortuitement une photo sur laquelle Marthe, sa femme, embrasse un inconnu vêtu d'une veste à carreaux rouge, Étienne Dorsay, travaillé par le démon de la jalousie, imagine divers stratagèmes pour identifier l'amant, non sans quiproquo, ce qui lui vaut de considérables et coûteux dégâts sur sa nouvelle voiture.
Simon veut présenter sa nouvelle compagne à sa mère lors de la pendaison de crémaillère de cette dernière mais elle refuse de parler à la jeune femme, qu’elle soupçonne de ne pas avoir de diplôme, provoquant sa fuite de la soirée.
Parallèlement, Étienne et ses amis font l'acquisition d'une maison à la campagne pourvue d'un court de tennis, vendue à un prix défiant toute concurrence... laquelle se trouve être en fin de compte en bout de piste d'un grand aéroport. L’achat trompeur a eu lieu pendant une grève de l'aviation et le premier réveil des nouveaux propriétaires après cette  grève est « agité » et bruyant.
Peu après l'acquisition de la maison, les quatre amis se fâchent à la suite d'une dispute mémorable sur le court de tennis.
Chacun poursuit sa vie personnelle de son côté. Simon entretient une liaison secrète avec une de ses patientes qu'il fait passer pour malade. Daniel, bien qu'homosexuel, doit épouser sa patronne d'âge mûr. Bouly, le séducteur de service, est perdu devant sa nouvelle compagne et les principes de l'« amour libre ». Quant à Étienne, il poursuit seul son enquête sur la photo de sa femme embrassant un autre homme découverte par hasard au début de l’histoire.
C'est alors qu'il apprend que Mouchy, la mère de Simon est morte. Il en informe ses compères et ils se rendent à la gare pour le dire à Simon de retour d'un voyage en compagnie de sa fiancée. Ce dernier en éprouve une peine immense malgré l'enfer qu'elle lui faisait vivre. Cette disparition entraîne la réconciliation des quatre amis. Daniel en profite pour leur annoncer son futur mariage mais sa patronne se désiste juste avant la cérémonie.
Étienne reçoit des avances implicites de sa collaboratrice à une nouvelle aventure extraconjugale, ses trois amis l'emmènent à l'aéroport pour qu'il goûte à cette aventure, mais sur place, ces derniers, au contraire d’Étienne, se rendent compte que sa femme a bel et bien un amant.

## Tournage
Beaucoup de tournages en extérieurs témoignent du Paris des années 1970. La rencontre de la future épouse de Daniel à lieu au restaurant Vaudeville, place de la Bourse à Paris et celle de la renonciation au mariage au dernier moment, par elle, a lieu dans le village de Millemont, dans les Yvelines, tandis que la première scène du film, qui voit les 4 occupante de la voiture, douchés par la pluie, ne pas parvenir à remonter la capote de la décapotable, est située rue nationale, dans le village voisin de La Queue-les-Yvelines, également les Yvelines,
Plusieurs scènes en voiture ont lieu dans les rues voisines de la place de la Bourse à Paris et place des Victoires, autour de la Banque de France, notamment celle où Bouly parle de son divorce. L’embouteillage dans la circulation causé par une dispute entre Bouly et les autres, dans la décapotable, a lieu place des Victoires. Celle dans son nouveau bureau est située dans la ville de Puteaux, dans les étages de la Tour Bellini du quartier d’affaires de La Défense, proche de Paris.
L'aéroport près de la maison achetée, théâtre de la scène finale, est celui de Roissy. Les auteurs Yves Robert et Jean-Loup Dabadie ont par ailleurs choisi une maison qu’ils connaissaient, celle d’un de leurs amis, l’académicien Bertrand Poirot-Delpech, pour tourner une partie du film. Elle est située dans le village de Lésignen, dans l’Oise et l’appel d’Étienne à sa femme pendant qu’elle répète une pièce de théâtre est effectuée du bar restaurant d’un village voisin.
C’est au cimetière de Granville, dans la Manche, que Guy Bedos et ses amis enterrent sa maman, tous les quatre en costumes noirs que l’on reconnaît sur l’affiche du film, la scène suivante, qui a lieu au bord de la mer, étant tournée sur les hauteurs du Plat Gousset, dans le même secteur. C’est dans une autre petite ville de la baie du Mont-Saint-Michel, située aussi face aux îles Chausey, Saint-Pair-sur-Mer, que se déroulent les scènes suivantes.

## Fiche technique
- Titre original : Nous irons tous au paradis
- Réalisation : Yves Robert
- Assistant réalisateur : Marc Rivière
- Scénario : Jean-Loup Dabadie - Yves Robert
- Sociétés de production : Gaumont International et les productions de la Guéville
- Producteurs : Alain Poiré et Yves Robert
- Musique originale : Vladimir Cosma
- Directeur de la photographie : René Mathelin
- Format : 35mm - Ratio 1,65:1
- Création des décors : Jean-Pierre Kohut-Svelko
- Création des costumes : Nadine Desalles
- Son : Harald Maury
- Montage : Pierre Gillette
- Pays d'origine :  France
- Genre : comédie
- Durée : 110 minutes
- Date de sortie : 9 novembre 1977 (France)
- Affiche : René Ferracci (France)

## Distribution
- Jean Rochefort : Étienne Dorsay
- Claude Brasseur : Daniel
- Guy Bedos : Simon Messina, médecin
- Victor Lanoux : Boulifet dit « Bouly »
- Danièle Delorme : Marthe Dorsay
- Marthe Villalonga : Mouchy (la mère de Simon)
- Jenny Arasse : Bernadette (collaboratrice d'Étienne)
- Christophe Bourseiller (crédité sous le nom de Christophe Bruce) : Lucien Raki
- Josiane Balasko : Josy (l'amie de Lucien)
- Anne-Marie Blot : Marie-Ange (ex-femme de Bouly)
- Élisabeth Margoni : Daisy (nouvelle « fiancée » de Bouly)
- Pascale Reynaud : Delphine (la plus jeune fille d'Étienne)
- Maïa Simon : Mme Chalamand (la maîtresse de Simon)
- Catherine Verlor : Stéphanie (la fille aînée d'Étienne)
- Jean-Pierre Castaldi : l'homme qu'Étienne croit être l'amant de Marthe et qui lui démonte sa voiture
- Daniel Gélin : Bastien (le metteur en scène, « faux » amant de Marthe)
- Vania Vilers : Benoît (le « vrai » amant de Marthe)
- Gaby Sylvia : Marie-Christine Bosquet (la supérieure hiérarchique de Daniel)
- Vladimir Cosma : le violoniste de la soirée dansante chez la mère de Simon lors de sa pendaison de crémaillère
- Jean Anneron
- Monique Brun-Chambord : une artiste
- Christophe Cauchoix
- Philippe Chemin
- Paul Descombes
- Marc Françoise
- Carole Jacquinot : Mireille, la petite amie de Simon
- André Lambert
- Claude Legros : le chauffeur de taxi
- Jean-Pierre Leroux : Willy, le nouveau compagnon musicien de Marie-Ange
- Élisabeth Rambert
- Yves Reynaud
- Janine Souchon : la secrétaire de Bouly
- Gérard Hernandez : Voix pied-noir d'Adam
- Roger Dolléans : le partenaire de danse de Marthe

## Bande originale
La bande originale de Nous irons tous au paradis paraît l'année de la sortie du film, dans un disque LP 33 tours, comprenant également celle d’Un éléphant ça trompe énormément, le film précédent, qui n'avait été que partiellement publiée l'année précédente. Cette bande originale des deux films est éditée en CD en 1992 chez Pomme Music, avec un titre alternatif supplémentaire du deuxième film (une autre version de Jalousie-Blues), et ré-éditée en 2002,. La musique d’Un éléphant ça trompe énormément et Nous irons tous au paradis est rééditée chez Larghetto Music en 2016, sans changements, dans un CD l'associant à la composition de Cosma pour Le Bal des casse-pieds (1992), avant-dernier film d'Yves Robert. Certes moins connue que la musique d’Un éléphant ça trompe énormément, qui figure parmi les musiques emblématiques de Vladimir Cosma, la bande originale de Nous irons tous au paradis est néanmoins représentée dans la plupart des compilations ou coffrets consacrés au compositeur, ou dans ses concerts,,,,.

## Accueil
L'année 1977 était fertile en comédies. Alors que Bernard et Bianca triomphaient en France sur le podium du box-office, ce film s'adjugeait la 8e place avec 2 080 789 entrées

## Nominations
- Nominations pour les César du cinéma 1978 :
  - pour le César du meilleur film
  - pour le César du meilleur décor : Jean-Pierre Kohut-Svelko
  - pour le César du meilleur scénario original ou adaptation : Jean-Loup Dabadie

## Autour du film
- Comme dans le précédent opus, le film est largement commenté en voix off par Étienne, dont les interventions sont en décalage avec les images.
- La situation professionnelle d'Étienne a changé entre les deux films. En effet, dans le premier, il était chef de service dans un ministère, alors que, dans le second, il s'occupe d'une maison d'édition. Ce changement n'est pas expliqué.
- Tandis qu'Un éléphant ça trompe énormément était une comédie pure, Nous irons tous au paradis tente à s'orienter plus vers la comédie dramatique. On y trouve en effet un aspect de désespoir (le choc qu'Étienne ressent en découvrant que sa femme le trompe), de deuil (la mort de la mère de Simon) et d'échec (le mariage de Daniel et de Marie-Christine que cette dernière annule au dernier moment).
- C'est le dernier film pour grand écran de la comédienne Gaby Sylvia, décédée en 1980 à 60 ans.
- Dans cette dernière scène, Claude Brasseur est accompagné par une musique qui deviendra le thème principal du film Le Bal d'Ettore Scola, sorti en 1983.
- Bien qu'Yves Robert n'aimât pas le fait que des acteurs souhaitaient modifier leurs textes ou leurs gestuelles par rapport au scénario, il a tout de même accepté de faire une exception lorsque Guy Bedos lui a proposé que Simon, au moment d'apprendre la mort de sa mère, se cache derrière la porte du wagon, terrassé par le chagrin. De même, celui-ci a également demandé à taper fort sur un de ses camarades. Victor Lanoux s'est lui-même proposé après s'être rembourré de papiers journal[réf. nécessaire].
- Ces deux succès successifs du quatuor d'acteurs incitaient bien évidemment la production à envisager un troisième opus. Refusant de se laisser enfermer dans un rôle, Jean Rochefort n'accepta pas, ce qui fut à l'origine d'une brouille avec Yves Robert[réf. nécessaire].